# Pärchenegel
Die Pärchenegel (Schistosoma von altgriechisch σχιστος schistos ‚gespalten‘ und σῶμα soma ‚Körper‘) sind eine Gattung parasitisch lebender Saugwürmer, die vor allem in den Tropen und Subtropen vorkommen. Weltweit sind bis jetzt 83 Arten bekannt. Benannt wurden sie ursprünglich als Bilharzia nach Theodor Bilharz, heute ist nur noch der Name Schistosoma üblich. Umgangssprachlich wird er oft als Nilwurm bezeichnet, was seiner weltweiten Verbreitung jedoch nicht gerecht wird.

## Merkmale
Die Pärchenegel zeichnen sich durch einige morphologische und physiologische Besonderheiten aus, die sie von allen übrigen Saugwürmern unterscheiden. So handelt es sich etwa um die einzigen getrenntgeschlechtlichen Vertreter unter den Saugwürmern. Männchen und Weibchen der Pärchenegel unterscheiden sich in Größe und Gestalt (Geschlechtsdimorphismus): Das längere Weibchen lebt nach der Kopulation in der Bauchfalte des Männchens (Dauerkopula), wobei das Vorder- und Hinterende aus dieser hervorragen. Die Bauchfalte des Männchens wird auch als Canalis gynaecophorus bezeichnet.

## Verbreitung
Die humanpathogenen Vertreter der Pärchenegel sind hauptsächlich in den tropischen Regionen der Welt zu finden. Schistosoma mansoni, ein wichtiger Erreger der Bilharziose, ist überall dort auf dem afrikanischen Kontinent und der Arabischen Halbinsel vertreten, wo der wichtige Zwischenwirt Biomphalaria pfeifferi vertreten ist. Diese Posthornschnecke ist vor allem in stehenden und langsam fließenden Gewässern zu finden. Schistosoma mansoni gelangte im 19. Jahrhundert durch den Sklavenhandel nach Südamerika und ist auch in der östlichen Karibik anzutreffen. Auf dem afrikanischen Kontinent kommt weiterhin die wichtige humanpathogene Art Schistosoma haematobium vor. In China, Japan und einigen anderen Ländern Ostasiens bzw. Südostasiens findet sich Schistosoma japonicum als humanpathogener Vertreter.
In Europa und Nordamerika sind lediglich einige Gattungen vertreten, die bei Entenvögeln parasitieren. Diese Vertreter haben zwar keine medizinische Relevanz für den Menschen, jedoch kann das zweite freischwimmende Larvenstadium, die Cercarie, in betroffenen Badeseen in die Haut des Menschen eindringen, wo es abstirbt und unangenehmen Juckreiz auslöst (Badedermatitis bzw. Cercariendermatitis).
Es gibt viele verschiedene Arten, welche bei Tieren verbreitet sind. Schistosoma bovis befällt Rinder und Schafe. Schistosoma japonicum kann bei Mensch und Tier Krankheiten auslösen. Das Wirtsspektrum verschiedener Unterarten umfasst Rinder, Schweine, Pferde Hunde, Schafe und Ziegen. Die Verbreitung bei Tieren erstreckt sich auf Südamerika, Afrika und Ostasien.

## Lebenszyklus

Lebenszyklus des Pärchenegels

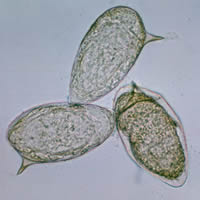
Eier von Schistosoma mansoni

Pärchenegel parasitieren bei Säugetieren, Vögeln und Krokodilen (Griphobilharzia) im Gefäßsystem.
Die mit dem Harn oder Stuhl des Endwirtes ins Wasser gelangten Eier enthalten eine Wimpernlarve (Miracidium), welche schlüpft und aktiv in den ersten Zwischenwirt (in der Regel eine Posthornschnecke) eindringt. Dort entwickelt es sich zur sogenannten Muttersporozyste, die wiederum Tochtersporozysten bildet, welche in die Mitteldarmdrüse der Schnecke einwandern. Dort produzieren die Tochtersporozysten die charakteristischen Gabelschwanzcercarien. Letztere verlassen die Schnecke mit deren Ausscheidungen und befinden sich nun wieder frei im Wasser.
Im Wasser müssen die Cercarien einen geeigneten Endwirt finden. Bei Kontakt mit dem Endwirt dringt die Cercarie durch die Haut in die Blutbahn ein und wirft dabei den Gabelschwanz ab. Unter starkem Längenwachstum und Umstrukturierung des Tegumentes wandelt sich die Larve zu einem jungen, aber noch nicht geschlechtsreifen Wurm, den man als Schistosomulum bezeichnet. Die Schistosomula halten sich zunächst in der Lunge auf und wandern zur Paarung in die Pfortader, wo durch Aufnahme eines Weibchens in die Bauchfalte des Männchens die Verpaarung erfolgt. Diese Kopula hält ein Leben lang an, was den Pärchenegeln ihren Namen eingebracht hat.
Die geschlechtsreifen Tiere (Adulti) siedeln sich im Venensystem ihrer Endwirte an, wobei der Ansiedlungsort artspezifisch festgelegt ist (in der Regel Mesenterialvenen oder Harnblasenvenen).
Die adulten Pärchenegel ernähren sich im Endwirt von Bestandteilen des Blutes, darunter roten Blutkörperchen sowie Blutserum. Die ausgewachsenen Tiere sind für den Endwirt unschädlich, während die Eier schwere Erkrankungen auslösen können (siehe unten).
Das Weibchen der Pärchenegel gibt die befruchteten Eier in den Blutstrom des Wirts ab.
Durch Entzündungsreaktionen in den Venen, in denen die adulten Pärchenegel leben, werden die Gefäße durchlässig und die Eier gelangen in den Darm oder die Harnblase. Dies trifft allerdings nur für etwa 50 % der Eier zu. Die restlichen Eier werden mit dem Blutstrom verdriftet und gelangen in unterschiedliche Organe des Körpers. In den betroffenen Organgeweben (vor allem Niere, Leber, Darm und Gehirn) kann es durch die Reaktion des Immunsystems auf Substanzen, die von dem im Ei sich entwickelnden Embryo abgegeben werden, zu Krankheitserscheinungen kommen, die zu dem für den Wirtsorganismus gefährlichen Krankheitsbild der Bilharziose oder Schistosomiasis führen können.
Die Wissenschaft geht heute auch davon aus, dass die Infektion durch den Wurm auch zu Blasenkrebs führen kann. Im Juli 2009 wurden nach vierjähriger Arbeit die 11.800 Gene des Bilharziose-Erregers entziffert und zum Teil analysiert.

## Arten
Im Folgenden sind einige Arten mit der dazugehörigen Wirts-Schneckengattung oder -Art darunter aufgeführt.
- Schistosoma mansoni
  - Biomphalaria glabrata
  - Biomphalaria alexandrina
  - Biomphalaria sudanica
  - Biomphalaria pfeifferi
  - Biomphalaria straminea
  - Planorbis boissyi
  - Australorbis glabratus
- Schistosoma haematobium
  - Bulinus truncatus
  - Bulinus globosa (Bulinus globosus = Physopsis globosa - aus: Dönges, Parasitologie, 1988) (?)
  - Physopsis africana
  - Planorbarius
- Schistosoma intercalatum (Zentralafrika[3])
  - Indoplanorbis
  - Bulinus forskali
- Schistosoma japonicum
  - Oncomelania hupensis
  - Schistosomophora
  - Katayama
- Schistosoma mekongi (China und Südostasien[4])
  - Tricula aperta
- Schisostoma bovis[5][6]
  - Bulinus globosus
  - Bulinus forskalii
  - Bulinus nyassanus
  - Bulinus truncatus
  - Planorbarius metidjensis

Im Jahr 2012 wurden vier weitere Arten zu dieser Gattung hinzugefügt, die vorher in der Gattung Orientobilharzia geführt wurden. Orientobilharzia kann von Schisostoma morphologisch lediglich durch die Anzahl der Hoden unterschieden werden. Eine Überprüfung der morphologischen und molekularen Daten hatte gezeigt, dass dieser Unterschied zu klein ist, um eine Trennung in verschiedene Gattungen zu rechtfertigen. Die betroffenen vier Arten sind
- Schistosoma bomfordi
- Schistosoma datta
- Schistosoma harinasutai
- Schistosoma turkestanicum

## Hybride
Verschiedene Hybride wurden beobachtet.
Die Hybride S. haematobium-S.guineensis wurde 1996 in Kamerun beobachtet.
2003 wurde eine Hybride S. mansoni-S. rodhaini in Schnecken im westlichen Kenia gefunden.
2009 wurden S. haematobium–Schistosoma bovis-Hybride in Kinden im nördlichen Senegal beschrieben. Das Flussbecken des Senegal hat sich seit den 1980er Jahren stark verändert, nachdem der Diama-Damm im Senegal und die Manantali-Talsperre in Mali errichtet wurden. Mit neuen Formen der Landwirtschaft, zunehmendem Viehbestand, Zuwanderung von Menschen und Stellen, wo Menschen und Rinder gemeinsam das Wasser verschmutzen, wurde die Hybridisierung zwischen verschiedenen Schistosoma-Spezies ermöglicht.
Die gleiche Hybride wurde 2015 bei einem Schistosoma-Ausbruch auf Korsika identifiziert, welcher am Fluss U Cavu seinen Anfang nahm.